# Пертинентність
Пертине́нтність (англ. pertinency, від pertinent — «доречний, слушний») — співвідношення обсягу корисної інформації до загального обсягу отриманої інформації при інформаційному пошуку. Тобто відповідність знайдених інформаційно-пошуковою системою документів інформаційним потребам користувача. Скорочено — ця корисна відповідність може бути виражена у вигляді відсотка на зразок ККД (коефіцієнт корисної дії).